# 돈바람 님바람
"돈바람 님바람"은 한국에서 제작된 김수용 감독의 1963년 영화이다. 김승호 등이 주연으로 출연하였고 백완 등이 제작에 참여하였다.

## 출연

### 주연
- 김승호
- 이경희
- 강신성일

## 기타
- 원작자: 조흔파
- 조명: 손영철
- 미술: 박석인